# Százhalombatta
Százhalombatta – miasto na Węgrzech, w komitacie Pest, nad Dunajem, na południe od Budapesztu. Według danych ze I 2011 miasto liczyło 18 615 mieszkańców.

## Energetyka
Rafineria ropy naftowej, dostarczana rurociągiem "Przyjaźń" oraz elektrownia cieplna o mocy 600 MW.

## Miasta partnerskie
- Brzesko
- Sovata